# Khea
Ivo Alfredo Thomas Serue, född 13 april 2000 i Mar del Plata, provinsen Buenos Aires, Argentina, bättre känd under sitt artistnamn Khea, är en argentinsk sångare. Han har ett skivkontrakt med Interscope Records.